# Gus and the Anarchists
Gus and the Anarchists è un cortometraggio muto del 1915 diretto da John A. Murphy (come J.A. Murphy) e prodotto dalla Lubin.

## Trama
Gus si innamora di Rosy, la cassiera del caffè. Lei, per prenderlo in giro, gli dice che se vuole conquistarla, deve diventare un anarchico come lei. I colleghi di Rosy prendono parte allo scherzo, fingendo tutti di essere i componenti della banda di temibili anarchici: Nel covo dove si incontrano, Gus viene indottrinato e gli si dice che, per dimostrarsi leale, dovrà commettere un omicidio. Prima però di poter portare a termine la missione, alcuni falsi poliziotti fanno irruzione nel locale.

## Produzione
Il film fu prodotto dalla Lubin Manufacturing Company.

## Distribuzione
Distribuito dalla General Film Company, il film - un cortometraggio di 120 metri - uscì nelle sale USA il 19 gennaio 1915. Nelle proiezioni, veniva programmato con il sistema dello split reel, accorpato in un'unica bobina con un altro cortometraggio prodotto dalla Lubin, la commedia Cupid's Target.